# Santi Girolamo, Barbara e Antonio Abate
I Santi Girolamo, Barbara e Antonio Abate è un affresco di Domenico Ghirlandaio, databile al 1471-1472 circa e conservato nell'abside della pieve di Sant'Andrea a Cercina, presso Sesto Fiorentino.

## Storia
L'opera è la prima riferita al giovane Ghirlandaio, allora circa ventitreenne. Nel 1472 si era infatti iscritto alla Compagnia di San Luca come pittore indipendente. La presenza del pittore a Cercina si spiega col fatto che il padre possedesse una casa e un podere nel popolo vicino di Santa Maria a Cercina Vecchia. 
L'opera è ignorata da ogni fonte fino all'Ottocento, poiché coperta da un altare ligneo, menzionato almeno nel XVIII secolo. Il pievano Angelo Pasquale Ringressi, nel 1834, fece smontare l'altare e lo riadeguò per ospitare una statua di san Giuseppe. Guido Carocci fu tra i primi a descrivere gli affreschi correttamente, anche se dovevano essere scarsamente visibili per via della sporcizia, riferendoli al XIV secolo. Solo cole restauro del 1923, voluto al pievano Adolfo Nannini, il dipinto venne preso in considerazione dagli studiosi, riferendolo da subito al Ghirlandaio, a partire da Elena Berti nel 1926. L'attribuzion è rimasta nel tempo concorde, così come la datazione giovanile, basata sull'influenza ancora fresca del Verrocchio, come si evince dalla perfetta sovrapponibilità del sant'Antonio con quello della Crocifissione di Argiano del Verrocchio (opera trafugata nel 1970), mentre la santa Barbara ricorda un'opera di quegli stessi anni di Cosimo Rosselli, già nella Santissima Annunziata e oggi alla Galleria dell'Accademia. Per il san Girolamo il modello più vicino è il San Giovanni Battista di Domenico Veneziano a Santa Croce (1455).

## Descrizione e stile
La piccola abside della pieve ha forma semicircolare, con una calotta a semicupola. Lo spazio venne scandito con una finta intelaiatura architettonica di gusto classico, con una cornice a girali su sfondo giallo-oro nel sottarco. In basso si trovano tre specchiature quadrate che imitano i marmi colorati e nel registro mediano, al di sopra di una cornice dipinta, spiccano tre nicchie con santi, intervallate da paraste scanalate con capitelli corinzi e basi dorate. Le nicchie laterali sono dipinte con calotte a conchiglia, secondo una tipologia ben radicata nell'arte fiorentina, mentre quella centrale ha la forma di una scarsella a base quadrangolare. Sulla trabeazione corre un fregio a palmette dorate e oltre la cupola ha stelle dorate su sfondo rosso (forse dovuto ad alterazioni cromatiche), con la colomba dello Spirito Santo.

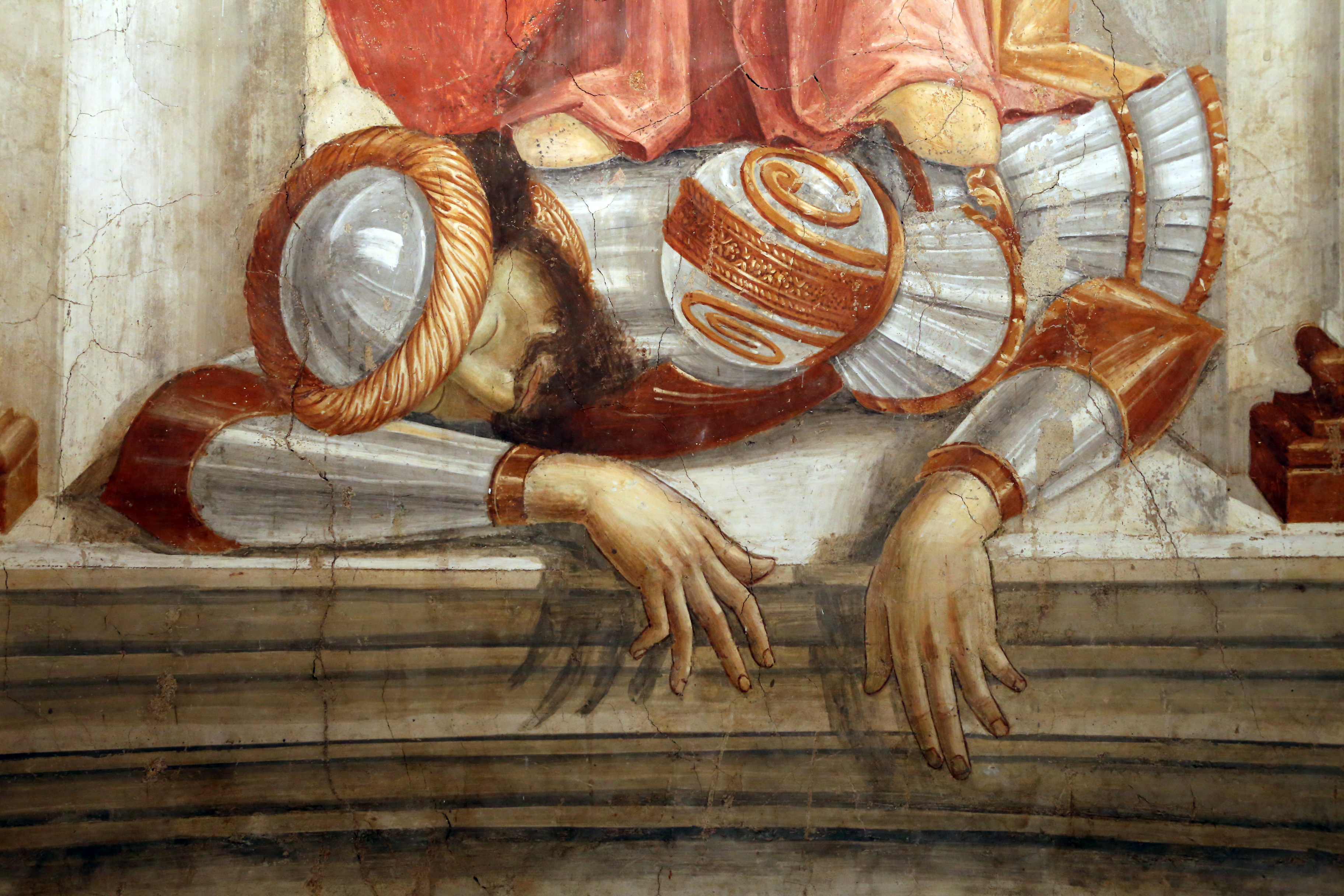
Dettaglio del padre di Barbara

Nelle nicchie si trovano da sinistra:
- San Girolamo con la veste eremitica e la pietra per percuotersi il petto in segno di penitenza nella mano destra.
- Santa Barbara, che tiene in mano un modellino della torre in cui fu rinchiusa, con le tre finestre che essa vi aprì facendone una cappella, in omaggio alla Trinità; ai suoi piedi sta il crudele padre morto fulminato, vestito di un'armatura; le sue mani sporgono illusionisticamente dallo spazio dipinti, gettando realistiche ombre sui gradini della modanatura. La posizione centrale e i colori vivaci della veste, armonizzati con quelli della nicchia, danno alla santa una posizione preminente. Essa inoltre è l'unica a guardare direttamente lo spettatore.
- Sant'Antonio Abate, con la veste da monaco, il libro e il bastone a forma di "T". Con lo sguardo si rivolge all'uomo ai piedi della santa Barbara trionfante.

Le ragioni della scelta dei tre santi non sono state chiarite: Antonio era sicuramente un santo oggetto di grande devozione nelle campagne, in quanto protettore degli animali domestici e selvatici, e Girolamo può forse spiegarsi come santo eremita, e cui era dedicato anche un eremo nel plebato di Cercina, e la cui presenza si può anche mettere in relazione con la Tebaide affrescata qualche decennio prima nel chiostro. Più problematica è la presenza di Barbara, forse legata al nome di una committente, oppure al suo ruolo di protettrice contro le guerre, in particolare contro gli ottomani, come farebbe pensare la particolare armatura saracena del padre che essa schiaccia. Tra gli eventui plausibili ci sarebbero quindi la fine della guerra tra Turchi e Veneziani (1479) o la morte di Maometto II (1481), o ancora alla pace tra Lorenzo il Magnifico e Sisto IV: si tratta di ipotesi interessanti, ma che sposterebbero troppo avanti la data di esecuzione. 
I santi sono caratterizzati da una linea di contorno sottile e fluida e una colorazione vivace e armonica, derivata dall'esempio di Domenico Veneziano. Nel San Girolamo soprattutto balenano ricordi dell'attenzione anatomica e della forza plastica di Andrea del Castagno, sebbene l'insieme risulti morbido e con un movimento appena accennato, basato sulla regola del "contrapposto" privo di drammaticità. Attento è lo studio della luce, che getta ombre diverse sulle nicchie a seconda della loro posizione. 
Interessante è poi la ricerca illusionistica di alcuni dettagli che "escono" dalle nicchie, come i piedi sporgenti dei santi laterali o le mani dell'uomo sotto santa Barbara.

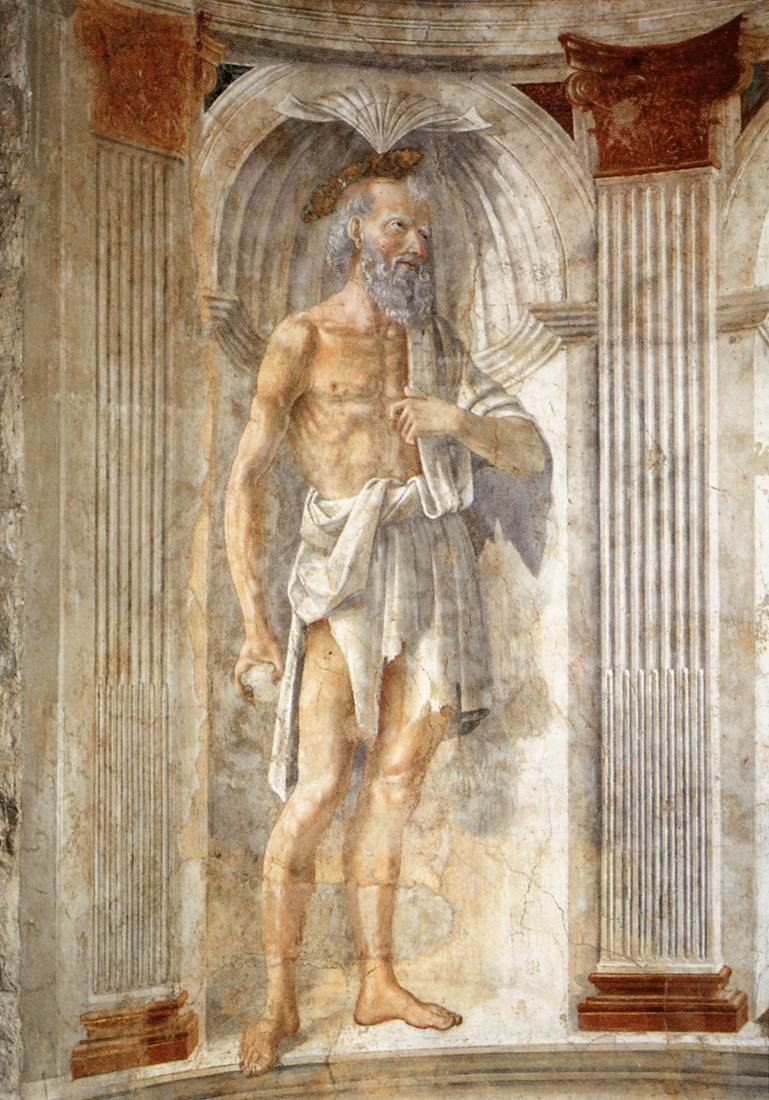
San Girolamo
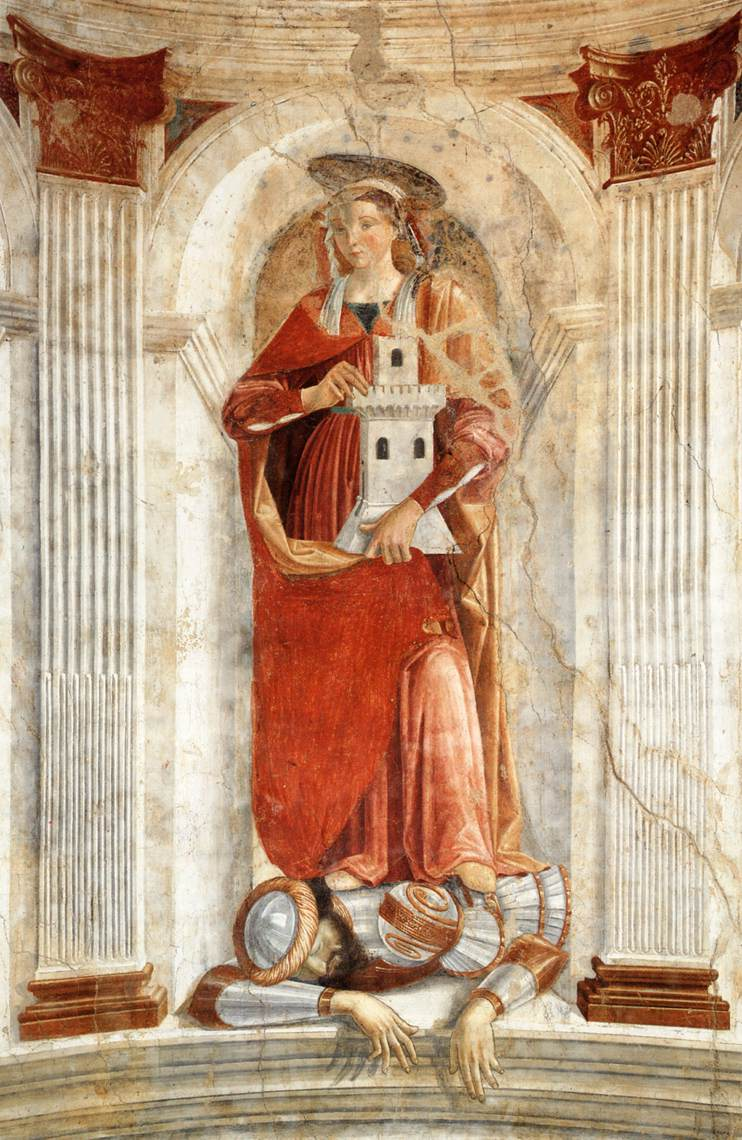
Santa Barbara
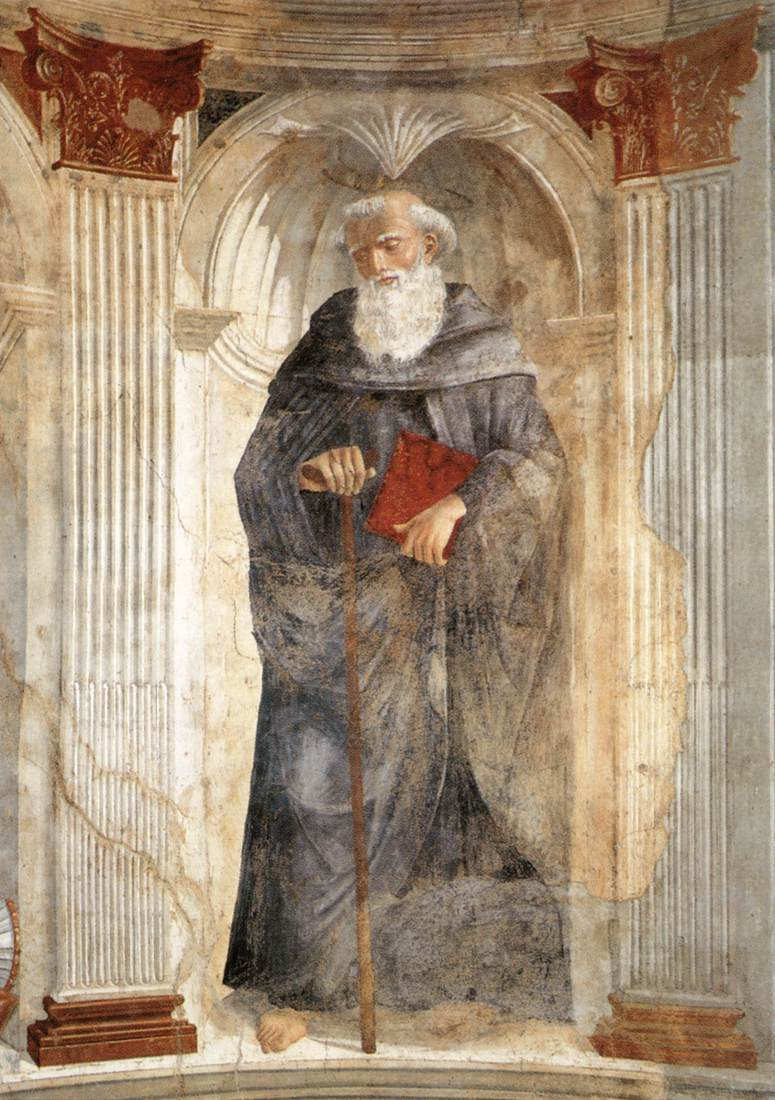
Sant'Antonio Abate